# Jeanne Rospars-Legrand
Jeanne Rospars-Legrand (née le 22 janvier 1895 dans le 14e arrondissement de Paris et décédée le 14 mars 1977 à Plestin-les-Grèves) est une avocate française. Elle est la première femme avocate à être admise à la Conférence des avocats du barreau de Paris.

## Biographie

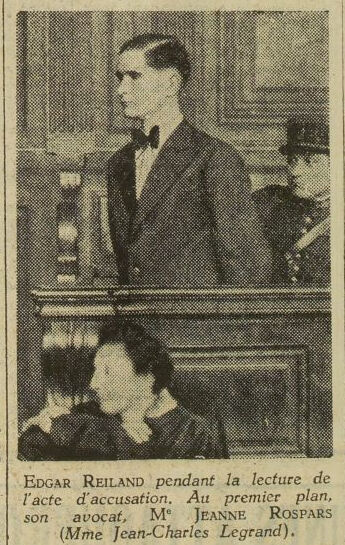
Jeanne Rospars et son client M. Reiland en novembre 1937.

Licenciée en droit, Yvette-Jeanne Rospard (dite Jeanne Rospars) commence sa carrière d'avocate en 1917, à 22 ans, ou 1918, et prête serment à la Chambre de la cour d'appel de Paris le 14 mars 1920.
En juillet 1922, elle devient la toute première femme secrétaire de la Conférence. Elle est nommée 3e parmi les 12 nouveaux secrétaires,,,,. Elle obtient également le prix Paillet en 1923.
Jeanne Rospars rencontre l'avocat Jean-Charles Legrand, secrétaire de la conférence, en 1923 ; elle l'a reçu lors de la conférence. Elle l'épouse le 23 décembre 1925 à Paris (7e) et le mariage religieux a lieu le 25 décembre 1925 en l’église Saint Pierre du Gros-Caillou,.
En janvier 1936, elle est victime d'un grave accident de voiture. L'année suivante, en 1937, Jean-Charles, suspendu du barreau de Paris, devient l'employé de sa femme en devenant en partie son secrétaire. Si elle trouve naturel qu'une femme puisse devenir avocate, elle se présente comme « antiféministe à fond », hostile au militantisme de sa consœur Maria Vérone.
Son mari devient à partir de 1938 un agitateur antisémite et antiparlementaire. Il a fondé à la fin de l'année 1937 un groupuscule politique, le Front de la jeunesse, et dirige à partir de 1938 un périodique d'extrême droite, Le Défi. Jeanne Legrand l'accompagne dans son engagement. Elle prend la parole dans des réunions et écrit dans Le Défi, sous le pseudonyme de « La Mangouste ».
Elle continue à plaider sous l'Occupation,. Comme son mari, elle est brièvement arrêtée et internée à la Libération, au camp de Drancy puis à la prison de Fresnes. Elle est l'un des avocats de Marcel Bucard en 1946.